# لاسي (مسلسل 1954)
لاسي (بالإنجليزية: Lassie)‏ هو مسلسل مغامرة تم إنتاجه في الولايات المتحدة. بدأ عرضه في سنة 1954. بلغ عدد مواسم المسلسل 19 موسما، بلغ عدد حلقاته 591 حلقة، وتبلغ مدة الحلقة الواحدة 26 دقيقة. تم بث المسلسل لأول مرة بتاريخ 12 سبتمبر 1954 بينما تم بث آخر حلقة منه بتاريخ 24 مارس 1973 بعد أن استمر لقرابة 19 عاما. من بطولة جورج كليفلاند، كلوريس ليتشمان، روبرت براي ورون هايز. فاز المسلسل بجائزة بيبودي.

## وصلات خارجية
- لاسي على موقع IMDb (الإنجليزية)
- لاسي على موقع الموسوعة البريطانية (الإنجليزية)
- لاسي على موقع روتن توميتوز (الإنجليزية)
- لاسي على موقع كينوبويسك (الروسية)
- لاسي على موقع ألو سيني (الفرنسية)
- لاسي على موقع قاعدة بيانات الفيلم (الإنجليزية)

- الموقع الرسمي